# ケネス・ピッツァー
ケネス・サンボーン・ピッツァー（Kenneth Sanborn Pitzer, 1914年1月6日 - 1997年12月26日）は、カリフォルニア州ポモーナ出身のアメリカ合衆国の理論化学者であり、教育家である。

## 経歴
1935年にカリフォルニア工科大学で学士号を取り、1937年にカリフォルニア大学バークレー校で博士号を取得した。卒業後はバークレー校に残り、最後には教授に昇進した。1951年から1960年にかけては、化学大学院の学長となった。
1961年から1968年まではライス大学の第3代学長となり、1969年から1971年にはスタンフォード大学の第6代学長となった。その後バークレーに戻り、1984年に引退したが、死ぬまで研究を続けた。1949年から1951年にかけてはアメリカ原子力委員会の研究部門の責任者となった。
父のラッセル・K・ピッツァーは、カリフォルニア州にあるクレアモント大学を構成する7つのうちの1つピッツァー大学の創設者である。息子のラッセル・M・ピッツァーも有名な化学者で、オハイオ州立大学に勤めている。
ピッツァーは、公聴会でロバート・オッペンハイマーに反対する宣誓書を提出し、これが原因でアメリカ原子力委員会を辞めることとなった (Bird and Sherwin)。
1997年12月26日にカリフォルニア州バークレーで死去した。

## 受賞歴
- 1943年 - ACS純粋化学賞
- 1969年 - プリーストリー賞
- 1974年 - アメリカ国家科学賞
- 1976年 - ウィラード・ギブズ賞、アメリカ化学者協会ゴールドメダル
- 1977年 - センテナリー賞
- 1984年 - ウェルチ化学賞